# Tobogán

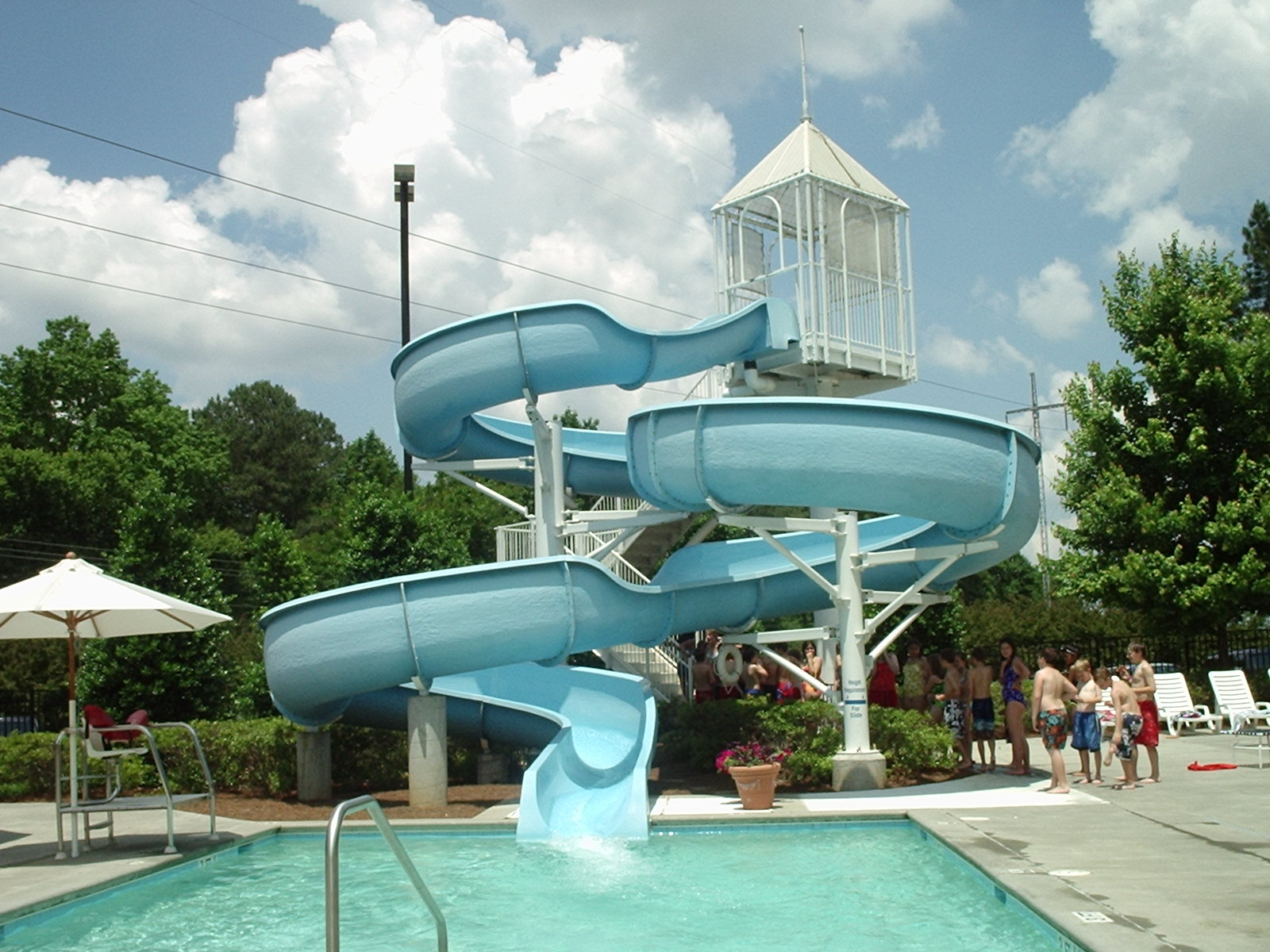
Tobogán ústící do bazénu.

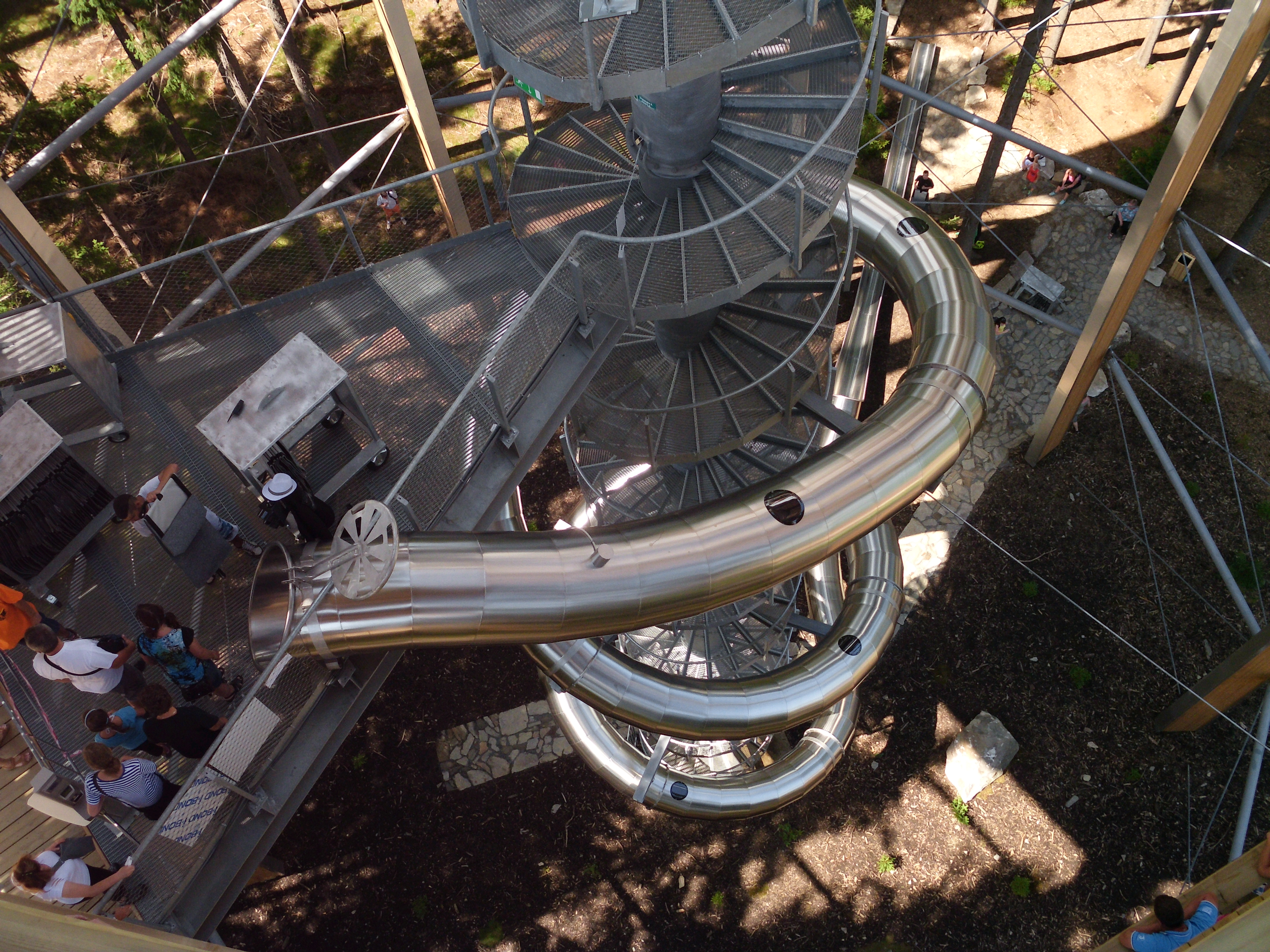
Suchý tobogán na Lipně (Stezka korunami stromů Lipno)

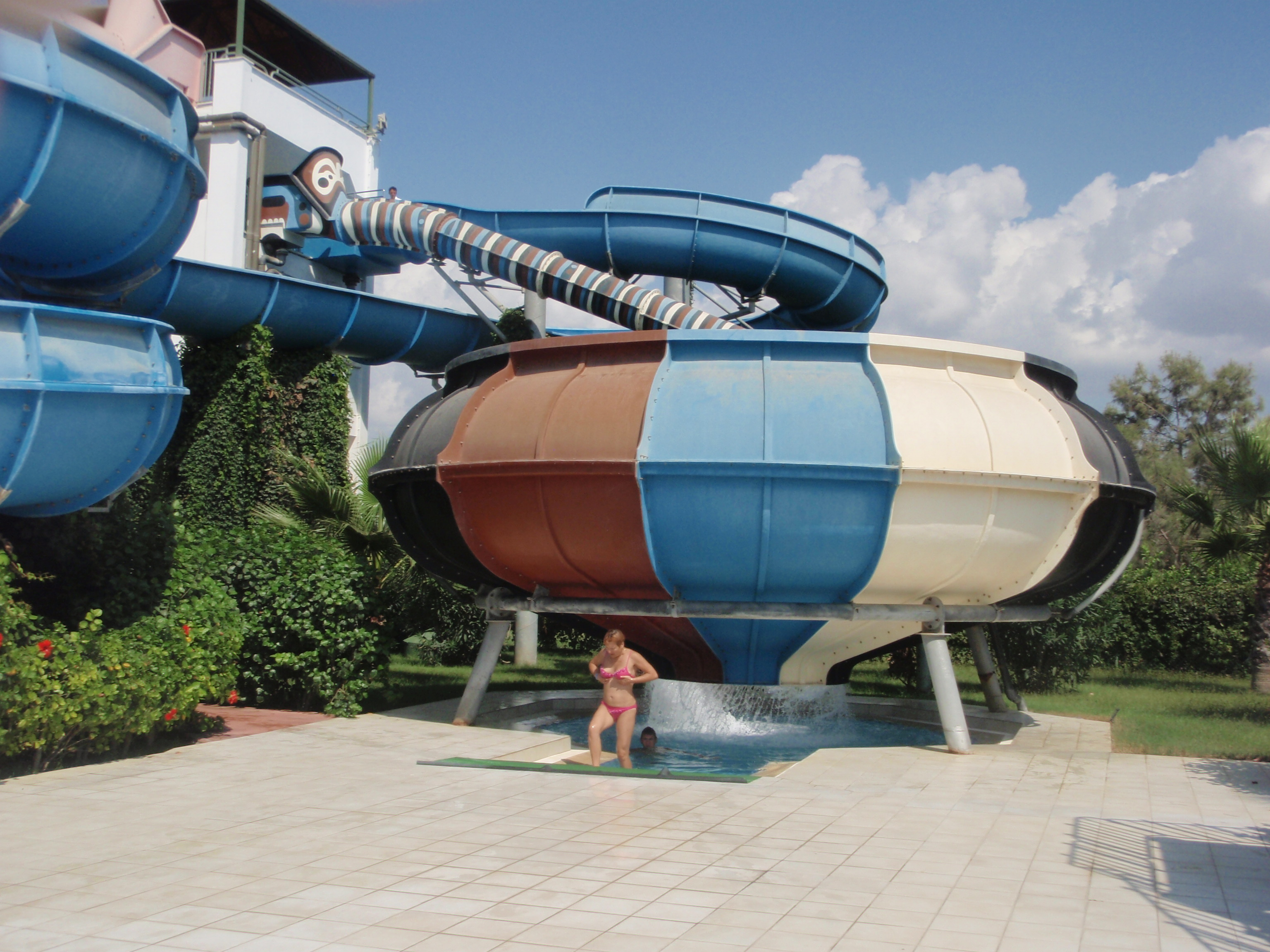
Speciální tobogán (Splachovadlo)

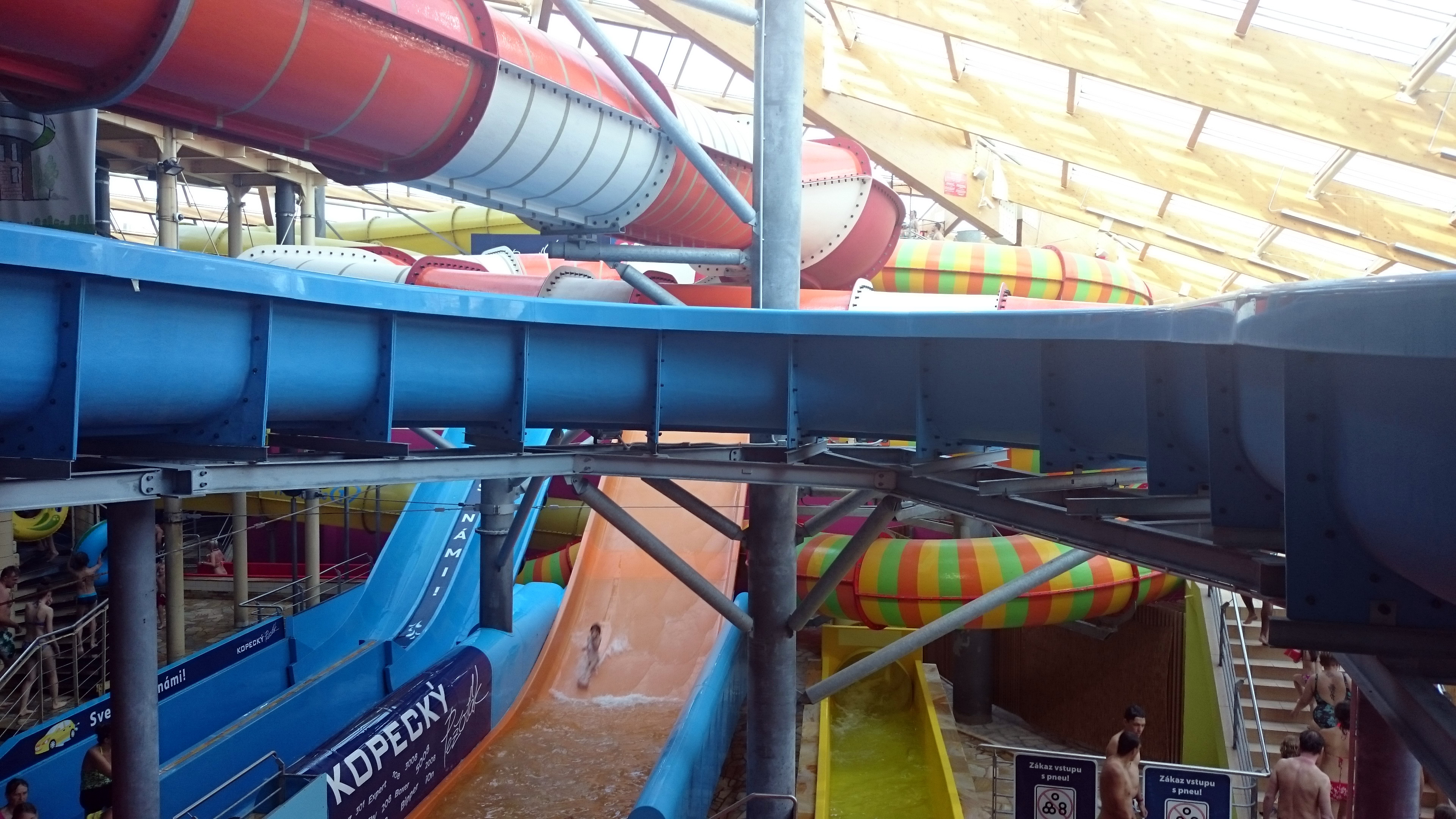
Široký modrý tobogán "Canyon" je nejdelším v ČR (Aquapalace Praha)

Tobogán je typ skluzavky. Většinou je skluzavka delší a často i s mnoha kroutivými zatáčkami a zpravidla bývá zakončena ve vodní nádrži.

## Druhy tobogánů:
- Suché – zde se jede v oblečení
- Vodní – zde se jede v plavkách

## Vodní tobogány

### Typy
- Otevřené
  - točité (mnoho zatáček)
  - rovné (pointou je rychlost)
  - skluzavky (zpravidla vlnité)
  - kaskády (vždy jde o krátký skluz do dalšího bazénku – zpravidla pouze s kruhem)
- Uzavřené (roura)
- Speciální (splachovadlo – nejde ani o rychlost nebo zatáčky, prosklená roura…)

Ve většině tobogánů se jezdí bez potřeby dalších pomůcek, občas je nabízena molitanová podložka. V některých tobogánech je potřeba velký nafukovací kruh s držadly. Pro snížení tření teče po tobogánu voda.

### Nejdelší tobogány v ČR
| Pořadí | Název tobogánu         | Aquapark                    | délka tobogánu |
| ------ | ---------------------- | --------------------------- | -------------- |
| 1.     | Canyon s divokou řekou | Aquapalace Praha            | 250 m          |
| 2.     | High five              | Aqualand Moravia            | 242 m          |
| 3.     | —                      | Areál Michal, Sokolov       | 190 m          |
| 4.     | —                      | Městský bazén, Liberec      | 150 m          |
| 5.     | Blue trio              | Aqualand Moravia            | 143 m          |
| 6.     | Hypogán                | Aquapalace Praha            | 135 m          |
| 7.     | —                      | Aquapark Klášterec nad Ohří | 128 m          |
| 8.     | —                      | Městský bazén Olomouc       | 123,2 m        |